# Dietrich Wortmann
Dietrich Wortmann (Lipsia, 11 gennaio 1884 – Queens, 21 settembre 1952) è stato un lottatore, sollevatore e dirigente sportivo tedesco naturalizzato statunitense.

## Biografia
È nato e cresciuto a Lipsia, prima di trasferirsi negli Stati Uniti. Ha gareggiato nei pesi piuma ai Giochi olimpici di Saint Louis 1904, dove fu sconfitto in semifinale.
È stato campione degli Stati Uniti nel 1906 nei pesi welter. Rimase in America e si occupò di sollevamento pesi, diventando nel 1936 presidente del comitato di sollevamento pesi Amateur Athletic Union (AAU-Powerlifting).
Nel 1951 fu nominato presidente della Fédération Internationale de Halterophile (FIH), la Federazione internazionale di sollevamento pesi. Per più di 45 anni è stato presidente o presidente onorario del German-American Athletic Club.
È stato anche Presidente del Metropolitan Association of the AAU dal 1949 al 1951.
Dopo il ritiro dall'attività agonistica è divenuto architetto a New York.